# Monopsis scabra
Monopsis scabra là loài thực vật có hoa trong họ Hoa chuông. Loài này được (Thunb.) Urb. mô tả khoa học đầu tiên năm 1881.